# Beketov (månekrater)
Beketov er et lille nedslagskrater på Månen. Det ligger i de nordlige udkanter af Mare Tranquillitatis på Månens forside og er opkaldt efter den russiske fysiske kemiker Nikolaj N. Beketov (1827 – 1911).
Navnet blev officielt tildelt af den Internationale Astronomiske Union (IAU) i 1976.
Beketovkrateret hed "Jansen C", før det fik nyt navn af IAU.
Først observation er rapporteret at være sket i 1834 af Johann Heinrich von Mädler.

## Omgivelser
Syd for ligger spøgelseskrateret "Jansen R". Nordøst for Beketov, langs kanten af maret, ligger Vitruviuskrateret. Det "oversvømmede" Jansenkrater ligger ligeledes syd for.

## Måneatlas
- Billeder af Beketovkrateret i LPI-måneatlasset